# 김흥동 (연출가)
김흥동(1974년 11월 27일~)은 대한민국의 연출가이다.

## 경력
- 2000년~ MBC 프로덕션

## 드라마
- 2005년 ~ 2006년 MBC 화요 7부작 미니시리즈 《추리다큐 별순검》 ... 공동연출
- 2008년 OCN 주말 미니시리즈 《과거를 묻지 마세요》 ... 연출
- 2010년 tvN 금요 12부작 미니시리즈 《조선X파일 기찰비록》 ... 연출
- 2012년 MBC 주말 특별기획 드라마 《무신》 ... 공동연출
- 2012년 ~ 2013년 MBC 아침 일일연속극 《사랑했나봐》 ... 공동연출
- 2014년 MBC 아침 일일연속극 《모두 다 김치》 ... 공동연출
- 2015년 MBC 저녁 일일연속극 《위대한 조강지처》 ... 공동연출
- 2016년 MBC 아침 일일연속극 《좋은사람》 ... 연출
- 2017년 ~ 2018년 MBC 저녁 일일연속극 《전생에 웬수들》 ... 연출
- 2019년 MBC 아침 일일연속극 《모두 다 쿵따리》 ... 연출
- 2021년 ~ 2022년 MBC 저녁 일일연속극 《두 번째 남편》 ... 공동제작
- 2024년 ~ 2025년 MBC 저녁 일일연속극 《친절한 선주씨》 ... 공동연출

## 예능
- 2003년 MBC 일요 예능프로그램 《신비한TV 서프라이즈》